# Font das Mentiras
La Font das Mentiras ('Mentides') és un monument situat junt a la vila d'Aljezur, a la regió de l'Algarve, a Portugal.

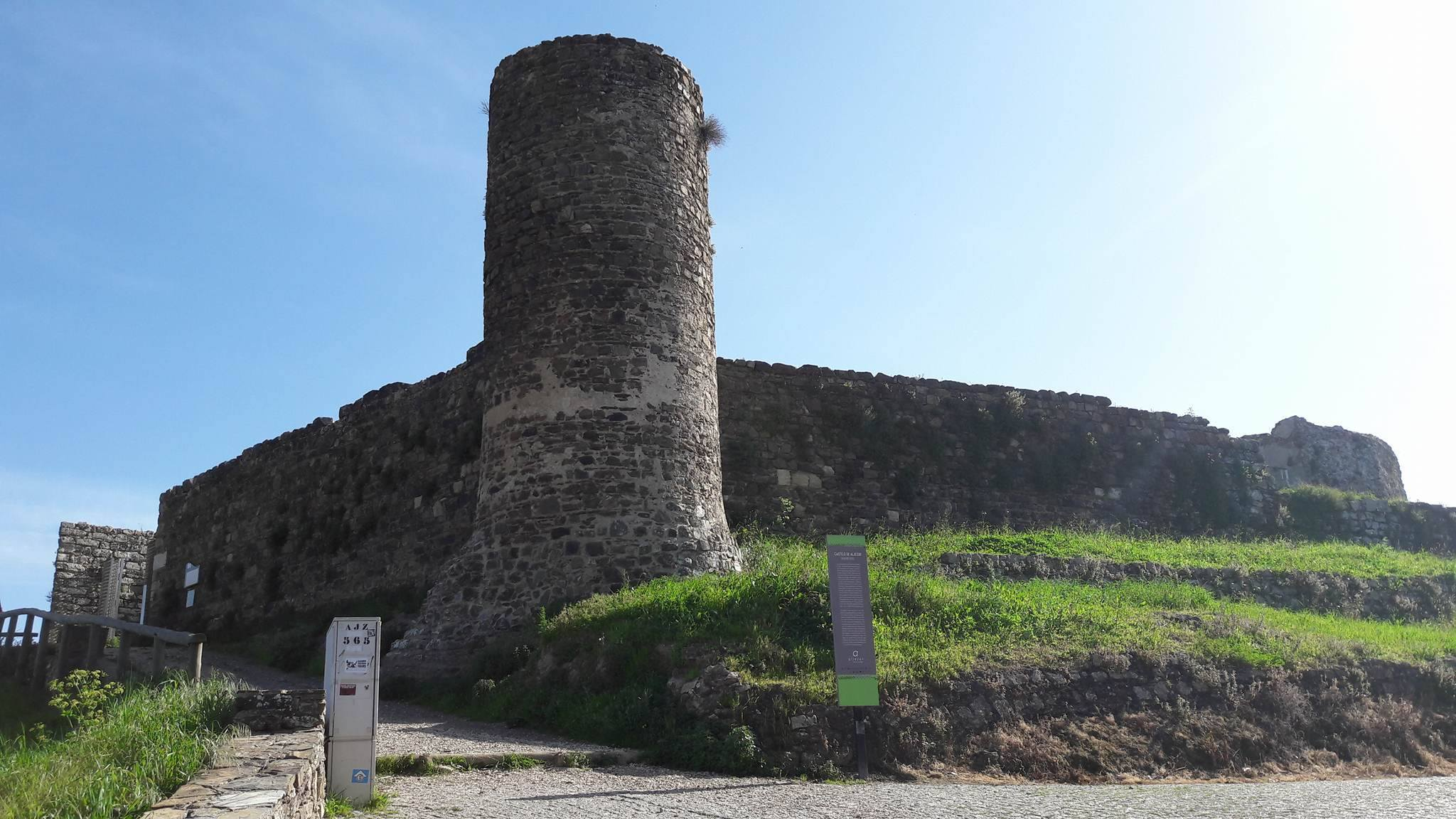
Castell d'Aljezur

## Descripció i història
Aquesta estructura és una petita font situada a la carretera que recorre la ribera i els vessants del costat oest de la vila, a la base del contrafort occidental del turó del castell. L'estructura és feta amb maçoneria d'esquist en argamassa; la caixa d'aigua n'és de planta rectangular, amb una cobertura en volta de canó.(1) La façana principal és oberta en una sola paret, amb arc carpanell, rematada per un front corb, amb puntes rectes.(1) És a la Zona de Protecció Especial del Castell d'Aljezur.(1)
La font deu ser d'origen medieval, i es coneix sobretot per algunes llegendes que relaten que la font està connectada al castell per una galeria subterrània.(2) Potser és per això que s'anomena Font das Mentiras.(2) La principal llegenda narra que una princesa àrab, enamorada d'un cristià, fugí a través de la font, durant la conquista d'Aljezur, al 1249.(2) D'aquesta forma, els guerrers cristians descobriren que la font duia al castell, i la utilitzaren per a entrar furtivament al castell, i conquerint així Aljezur.(1)